# Strada statale 627 della Vandra
La ex strada statale 627 della Vandra (SS 627), ora strada regionale 627 della Vandra (SR 627) nel Lazio e strada provinciale 1 Vandra (SP 1) in Molise, era una strada statale italiana di importanza interregionale, la sezione di strada compresa tra Cassino e Sora, passante per Atina ha come nome storico Sferracavalli (rif. Archivio di Stato di Caserta). Attualmente classificata come strada regionale nel Lazio e strada provinciale nel Molise, collega Sora a Isernia.

## Percorso
Ha origine nel centro abitato di Sora e fino ad Atina il suo percorso rimane parallelo alla strada a scorrimento veloce Sora-Cassino.
Da qui la strada devia più nettamente verso est raggiungendo il lago Selva nel territorio di San Biagio Saracinisco poi Vallerotonda, sconfinando infine in Molise nel territorio di Cerasuolo. Da qui la strada, mantenendo grossomodo la stessa direzione (est), passa per Scapoli e arriva a Colli a Volturno dove incrocia la strada statale 158 della Valle del Volturno e prosegue oltre fino ad innestarsi sulla strada statale 85 Venafrana nei pressi di Isernia.

## Storia
Già contemplata nel piano generale delle strade aventi i requisiti di statale del 1959, è
solo col decreto del Ministro dei lavori pubblici del 26 febbraio 1971 che viene elevata a rango di statale con i seguenti capisaldi d'itinerario: "Innesto strada statale n. 82 a Sora - Villa Latina - Cardito - Ponte San Pietro - Colli a Volturno - innesto strada statale n. 85 nei pressi del viadotto Caldarelli a Isernia".
Con la costruzione del nuovo tratto in variante della strada statale 85 Venafrana alle porte di Isernia, la strada incorpora l'asta di collegamento a tale variante: col decreto del Ministro dei lavori pubblici n. 2006 del 29 dicembre 1987, cambia il caposaldo finale in "Innesto strada statale n. 85 sul viadotto Longano presso Isernia".
In seguito al decreto legislativo n. 112 del 1998, dal 2001 la gestione del tratto molisano è passata dall'ANAS alla Regione Molise, che ha provveduto al trasferimento dell'infrastruttura al demanio della Provincia di Isernia; dal 1º febbraio 2002 la gestione del tratto laziale è passata alla Regione Lazio, che poi devoluto le competenze alla Provincia di Frosinone; dal 5 marzo 2007 la società Astral ha acquisito la titolarità di concessionario del tratto laziale.